# Mingzuling
Mingzuling (kinesiska: 明祖陵, 明祖陵镇) är en köping i Kina. Den ligger i provinsen Jiangsu, i den östra delen av landet, omkring 120 kilometer norr om provinshuvudstaden Nanjing. Antalet invånare är 27791. Befolkningen består av 14 053 kvinnor och 13 738 män. Barn under 15 år utgör 22,0 %, vuxna 15-64 år 66 %, och äldre över 65 år 11,0 %.
Genomsnittlig årsnederbörd är 1 206 millimeter. Den regnigaste månaden är juli, med i genomsnitt 229 mm nederbörd, och den torraste är januari, med 25 mm nederbörd.